# Marián Chovanec
Marián Chovanec (ur. 16 września 1957 w Trenczynie) – słowacki duchowny katolicki, biskup Bańskiej Bystrzycy od 2012.

## Życiorys

### Prezbiterat
Święcenia kapłańskie otrzymał 17 czerwca 1989 i został inkardynowany do diecezji nitrzańskiej. Studiował na Wydziale Teologii Katolickiego Uniwersytetu Lubelskiego, gdzie w 1994 uzyskał stopień doktora. Od 1993 pracował jako wykładowca w nitrzańskim instytucie teologicznym.

### Episkopat
22 lipca 1999 papież Jan Paweł II mianował go biskupem pomocniczym diecezji nitrzańskiej, ze stolicą tytularną Maxita. Sakry biskupiej 18 września 1999 r. udzielił mu ówczesny ordynariusz Nitry - kard. Ján Chryzostom Korec. W 2003 objął funkcję wikariusza generalnego diecezji.
Od 2000 jest sekretarzem generalnym Konferencji Episkopatu Słowacji.
20 listopada 2012 papież Benedykt XVI mianował go biskupem Bańskiej Bystrzycy. Ingres odbył się 15 grudnia 2012.